# Чемпионат Литвы по шашечной композиции 2006
XX чемпионат Литвы по шашечной композиции (лит. ) состоялся в 2006 году.
Организатор — Союз любителей шашечной композиции Литвы при Федерации шашек Литвы .
Лучшими на юбилейном чемпионате стали Беньямин Моркус (Вильнюс) с двумя золотыми медалями и Валдас Беляускас (Испания), завоевавший золотую и две серебряные медали.
Юбилейный 20-й чемпионат проходил спустя 25 лет после старта первого в 1981 году. Из стартовавших в дебютном чемпионате приняли участие в 20-м: Альгимантас Качюшка, Римас Мацкявичюс, Григорий Шило, Виктор Студенцов, Валдас Беляускас, Викторас Сабонис.
Двое из них спустя 25 лет выиграли медали на чемпионате страны: Альгимантас Качюшка (в 1981-м золото и две бронзы, в 2006-м две бронзы) и Валдас Беляускас (в 1981-м — серебро в задачах-64, в 2006 золото и два серебра).

## О турнире
Соревнования проводились по международным шашкам в 4 разделах: проблемы, миниатюры, этюды, задачи.
Главный судья — Стасис Жилявичюс, главный секретарь — Альгимантас Качюшка.

## Спортивные результаты
В скобках указываются оценки за произведения по 10-балльной шкале. Зачет каждого участника в каждом разделе — сумма очков за четыре лучшие работы из шести возможных. Если все произведения участника набрали 0 очков, то его конечный результат оказывается вне зачета.
В разделе этюды присуждение второго и третьего места не было.
Миниатюры- 100. Судья — Стасис Жилявичюс. 12 участников.
 Беньямин Моркус — 28,5 (7,0-7,0-8,0-6,5-6,0-6,0).  Валдас Беляускас — 27,5 (7,5-8,0-0-3,0-6,5-5,5).  Альгимантас Качюшка — 23,5 (6,0-4,5-6,5-5,0-4,5-6,0). 4. Виктор Студенцов — 23,5 (5,5-6,0-4,0-6,0-6,0-0). 5. Вирмантас Масюлис — 21,5 (6,5-4,5-4,5-5,5-2,0-5,0). 6. Гинтаутас Антанайтис — 20,0 (4,5-4,0-5,5-4,0-6,0-0). 7. Юозас Лейшис — 19,5 (6,0-3,5-4,0-2,0-0-6,0). 8. Григорий Шило — 19,5 (6,0-4,0-2,0-5,5-0-4,0). 9. Йонас Шёжинис — 12,5 (0,5-3,0-0-2,0-0-7,0). 10. Альфонсас Буткявичюс — 12,0 (3,0-4,0-3,0-0-2,0). 11. Альвидас Йовайшас — 4,0 (4,0-0-0-0-0-0).
Римас Мацкявичюс (0) — 0 очков.
Проблемы-100. Судья — А.Таvernier (Франция). 9 участников.
 Беньямин Моркус — 31,5 (7,5-7,0-6,25-7,5-8,5-8,0).  Валдас Беляускас — 26,75 (5,0-6,5-7,0-0-6,5-6,75).  Альвидас Йовайшас — 24,25 (4,5-2,5-7,75-8,0-4,0-0). 4. Вирмантас Масюлис — 24,0 (6,75-5,25-0-4,0-6,5-5,5). 5. Юозас Лейшис — 21,25 (3,75-4,5-6,75-4,5-5,5-0). 6. Альгимантас Качюшка — 21,0 (4,75-5,25-4,0-0-6,0-5,0). 7. Римас Мацкявичюс — 3,0 (3,0). 8. Йонас Шёжинис — 2,75 (0-0-0-0-0-2,75). 9. Виктор Студенцов — 1,5 (0-0-0-0-0-1,5).
Этюды-100. Судья — Витошкин Л. С. (Беларусь). 7 участников.
 Вирмантас Масюлис — 21,0 (4,5-4,0-5,5-7,0-3,25-0).  Валдас Беляускас — 19,75 (6,0-2,0-5,0-3,5-5,25-0).  Альгимантас Качюшка — 8,0 (2,0-0-0-2,25-2,0-1,75). 4. Йонас Шёжинис — 6,0 (0-2,25-0-1,25-1,25-1,25). 5. Римас Мацкявичюс — 4,75 (0-2,75-0-0-2,0-0). 6. Альфонсас Буткявичюс — 1,75 (0-1,75-0-0).
Викторас Сабонис (0-0-0-0-0-0) — 0 очков.
Задачи-100. Судья — Иванов Б. В. (Беларусь). 1 участник.
 Валдас Беляускас — 7,25 (7,25).